# Giovanni Luppis
Giovanni Biagio Luppis von Rammer (chorw. Ivan Lupis; ur. 27 sierpnia 1813 w Fiume, zm. 11 stycznia 1875 w Torriggii) – oficer cesarsko-królewskiej Marynarki Wojennej, wynalazca, zaprojektował stanowiące pierwowzór torped urządzenie na uwięzi, które napędzane przez śrubę przy wykorzystaniu sprężonego powietrza, kierowane było za pomocą lin.

## Życiorys

### Kariera w cesarsko-królewskiej Marynarce Wojennej
Urodzony w Fiumie w 1813 roku. Po ukończeniu akademii marynarki w Wenecji w 1835 wstąpił jako kadet do cesarsko-królewskiej Marynarki Wojennej, gdzie w 1848 otrzymał awans na stopień Fregattenleutnant. Następnie pływał na wielu jednostkach po Morzu Śródziemnym i Morzu Czarnym; brał udział w blokadzie Wenecji i akcji przeciwko Ankonie w 1848–1849. W 1857 awansował do stopnia komandora porucznika (niem. Fregattenkapitän). W 1859 dowodził fregatą „Venus” na wodach Adriatyku w wybrzeży Dalmacji. W następnym roku był dowódcą fregaty „Bellona”.
Od 1860 roku pracował w weneckim arsenale. W 1861 przeszedł na emeryturę i zajął się pracami nad prototypem torpedy, najpierw samodzielnie a później we współpracy z Robertem Whiteheadem. W 1869 Franciszek Józef I nadał mu tytuł szlachecki "Ritter von Rammer". Na początku lat 70. XIX wieku Luppis przeniósł się do Mediolanu, gdzie zmarł w 1875.

### Projekt torpedy
Na początku lat 60. XIX wieku nieznany bliżej z imienia i nazwiska oficer cesarsko-królewskiej Marynarki Wojennej sporządził plany małej łodzi, która wyładowana materiałami wybuchowymi miały być detonowane, gdy łódź znajdowała się blisko wrogich okrętów wojennych. Jego projekt nigdy nie został zrealizowany, natomiast plany po jego śmierci znalazły się w posiadaniu emerytowanego Luppisa, który już wcześniej zajmował się budowaniem prototypów bezzałogowej jednostki wyładowanej materiałami wybuchowymi służącej do niszczenia statków wrogiej floty. Luppis zmodyfikował projekt a następnie zbudował model, by przetestować działanie obiektu, nazwanego der Küstenbrander.
Der Küstenbrander miał konstrukcję drewnianą, z własnym napędem mechanicznym w postaci śruby na rufie. Obiekt był sterowany z brzegu przy pomocy systemu lin. Ładunek prochu czarnego eksplodował przy pomocy zapalnika kontaktowego. Luppis przedstawił swój wynalazek wiedeńskim decydentom wojskowym, którzy z uwagi na trudności natury praktycznej nie byli zainteresowani jego natychmiastowy wdrożeniem. Jednak zachęcili Luppisa, by dalsze prace nad projektem prowadził przy udziale profesjonalistów.
Lokalny przedsiębiorca z Rijeki – Givanni de Ciotta, przedstawił Luppisa kierownikowi technicznemu największych zakładów w mieście Stabilmento Tecnico Fiumano Robertowi Whiteheadowi. Jednak ulepszenia wprowadzane do projektu Luppisa nie gwarantowały sukcesu. Whitehead zainwestował dwa lata pracy w nowy projekt – nowa konstrukcja napędzana była nowatorskim silnikiem pneumatycznym pomysłu Whiteheada; była też konstrukcją podwodną. Chociaż wynalazek niewiele miał wspólnego z pierwotnym projektem Luppisa, Whitehead mimo to zawarł z nim spółkę a nowa konstrukcja została nazwana torpedą Whiteheada-Luppisa. Wiele problemów technicznych pozostawało jeszcze nierozwiązanych: torpeda nie utrzymywała stałej głębokości zanurzenia, prędkość 6 węzłów oraz zasięg 220 jardów były zbyt małe. Mimo to Whitehead – uznany wtedy już konstruktor silników – zdołał przekonać dowództwo austro-węgierskie do testów. Pierwsze nieudane próby odbyły się w 1866, po czym Whitehead powrócił do warsztatu, by rozwiązać problem stabilności zanurzenia torpedy. Trudności zostały przezwyciężone – w 1868 armia austro-węgierska zakupiła prawa do broni (jednak nie na wyłączność), a trzy lata później rząd Wielkiej Brytanii założył własne zakłady produkcji torped na licencji Whiteheada. Do końca 1879 roku Wielka Brytania sprzedała 1083 torpedy (14- i 15-calowe) do dziewięciu krajów.
Whitehead zrewidował umowę z Luppisem, który otrzymywał odtąd udział w zysku jedynie od sprzedaży oryginalnego projektu – Whitehead czerpał korzyści ze sprzedaży ulepszonych przez siebie dalszych wersji wynalazku. W 1873 roku z zakładów Stabilmento Tecnico Fiumano powstała fabryka torped Whiteaheada Torpedofabrik Whitehead und co. – pierwsza fabryka torped na świecie.

## Ordery i odznaczenia
- Order Świętego Grzegorza Wielkiego[5]